# يوجي أوزاكي (لاعب كرة قدم مواليد 1984)
يوجي أوزاكي (باليابانية: 尾崎 祐司) (مواليد 4 مايو 1984)، هو لاعب كرة قدم سابق كان يلعب كلاعب وسط.